# Ecphyas
Ecphyas là một chi bướm đêm thuộc họ Geometridae.

## Các loài
- Ecphyas holopsara Turner, 1929